# Архиви ван архивске мреже Србије
Архиви ван архивске мреже Србије су културно-образовне установе и установе заштите у којима се чува архивска грађа коју чине изворни и репродуковани писани, цртани, компјутеризовани, штампани, фотографисани, филмовани, микрофилмовани, фонографисани или на други начин забележени документарни материјал од посебног значаја за науку и културу који је настао у раду државних органа и организација, органа јединица територијалне аутономије и локалне самоуправе, политичких организација и њихових органа, установа и других организација, верских заједница, као и појединаца, који су настали не само на простору Кнежевине Србије, Краљевине Србије и Републике Србије већ и на простору бивше Краљевине Југославије, СФР Југославије и СР Југославије.
У саставу архиви ван архивске мреже Србије налазе се:
- Архив Југославије
- Војни архив Министарства одбране Републике Србије
- Архив САНУ у Београду
- Архив САНУ у Сремским Карловцима
- Архив Југословенске кинотеке
- Архив Народне банке Србије

## Архив Југославије
Архив Југославије је културно-образовна институција која чува и штити архивску грађу насталу радом централних државних органа и организација југословенске државе од 1918. до 2006. године.

## Војни архив Министарства одбране Републике Србије
Војни архив Министарства одбране Републике Србије једна је од националних и културних и институција ван Архивског система Србије, основана 5. фебруара 1876. године уредбом кнеза Милана Обреновића, као „Први војни архив”.
Целокупна архивска грађа Војног архива, која се односи на све фондове Војног архива, је војне провенијенције и сређена је према тадашњим важећим војним формацијама и структурама јединица које су важиле током одређеног историјског периода, што од истраживачима који потражује податке мора да поседује основне податке о чињеницама које потражује, пре свега о војној јединици на коју се они односе.

## Архив САНУ у Београду
Архив Српске академије наука и уметности у Београду једна је од еминентних културно-образовних институција Републике Србије, која више од 170 година прикупљању и чува изворе и грађу за српску историју. Поред депоа за чување архивске грађе установа располаже читаоницом која је опремљена картотеком, микрочитачем и приручном библиотеком.
Од 1997. године при Архиву САНУ основан је и Кабинет за медаље који је до данас сакупио 611 инвентарне јединице различитих предмета и докумената.
Академија је у оквиру својих издавачких планова, из архивске грађе Архива, издала неколико публикација, или су то урадили научни радници

## Архив САНУ у Сремским Карловцима
Архив САНУ у Сремским Карловцима први је модерно уређен архив у нововековној српској историји, у коме најстарије познате инвентарске јединице потичичу још из 1719. године. У саставу Архива је и библиотека са преко 2.500 књига.
Архив је смештен у згради Богословије „Свети Арсеније” у Сремским Карловцима.

## Архив Југословенске кинотеке
Архив Југословенске кинотеке је национални филмски архив Републике Србије, који је приликом оснивања 1949. назван Централна југословенска кинотека. Током рада је више пута је мењао статус, а данас је по закону о заштити културних добара, установа од важног значаја за Србију.
Архив Југословенске кинотеке чине четири организациона дела:
- Архив Југословенске кинотеке,
- Музеј Југословенске кинотеке – биоскоп,
- Библиотека,
- Заједничке службе.

## Архив Народне банке Србије
Архив Народна банка Србије ужа је организациона јединица централне монетарне установе Републике Србије, а истовремено и једна од установа ван Архивске мреже Србије која поседује архивску грађу од посебног културног и историјског значаја за Србију. У њему се сакупља и чува разноврсна архивска грађа у континуитету, од његовог оснивања 1884. године, до данашњих дана.

## Обавезе архива
Архиви су дужни да:
- Чувају и одржава архивску грађу, као културно добро и спроводи утврђене мере заштите,
- Неодложно обавештава установу заштите о свим правним и физичким променама насталим у вези са архивском грађом и културним добром,
- Дозволи научна и стручна истраживања, техничка и друга снимања, као и извођење мера техничке заштите на архивском грађом у складу с одредбама закона Србије.
- Обезбеде доступност архивске грађе јавности, како домаћој тако и страној.